# ときわ台駅 (東京都)
ときわ台駅（ときわだいえき）は、東京都板橋区常盤台一丁目にある東武鉄道東上本線の駅。駅番号はTJ 06。

## 年表
- 1935年（昭和10年）10月20日：武蔵常盤駅として開業[1]。
- 1950年（昭和25年）：南口開設[2]。
- 1951年（昭和26年）10月1日：ときわ台駅に改称[1]。
- 1976年（昭和51年）：10両編成列車停車対応として、駅構内地下通路の位置を池袋方の端からホーム中央に変更。
- 2007年（平成19年）
  - 2月6日：警察官が下り急行列車にはねられる事故が発生（宮本邦彦 (警察官)#殉職を参照）。
  - 4月27日：午前10時より発車メロディ使用開始。
- 2012年（平成24年）3月17日：TJ 06の駅ナンバリングを導入。
- 2018年（平成30年）5月30日：北口駅舎のリニューアル工事が完成[3]。外壁にギャラリースペース「武蔵常盤小径」設置[3]。
- 2019年（令和元年）11月29日：北口に商業施設「EQUiAときわ台」がオープン[4]。

### 駅名の由来
当駅南口より徒歩1分の場所に位置する旧・上板橋村の鎮守、天祖神社に伝わる祝詞および境内の「常磐松」から「武蔵常盤駅」と名付けられた。武蔵野台地に位置する駅であることにも由来する。

## 駅構造
島式ホーム1面2線を有する地上駅。ホームと北口との間は地下道で、南口とは跨線橋で連絡している。北口駅舎は開業時のものを2018年にリニューアルした、大谷石造りの瀟洒な洋風建築である。また、北口駅舎隣にはリニューアルの一環として「EQUIA（エキア）ときわ台」が2019年11月29日にオープン。南口は2階に改札コンコースを置くビルで、商業施設などのテナントが入居している。
ユニバーサルデザインの一環として、駅ホーム中央に多機能トイレと、南口コンコースに連絡するエレベーターが設置されている。また、2020年3月末に北口側にはこれまで無かった改札口とホームを繋ぐエレベーターおよび連絡通路（高架）が開設された。

### 過去に存在した駅構造
構内踏切 - ホーム連絡地下道開設以前、ホーム池袋方の端に設置されていた。1950年代に撮影された写真で確認できる。

### のりば
| 番線 | 路線   | 方向 | 行先     |
| ---- | ------ | ---- | -------- |
| 1    | 東上線 | 下り | 川越方面 |
| 2    | 東上線 | 上り | 池袋方面 |

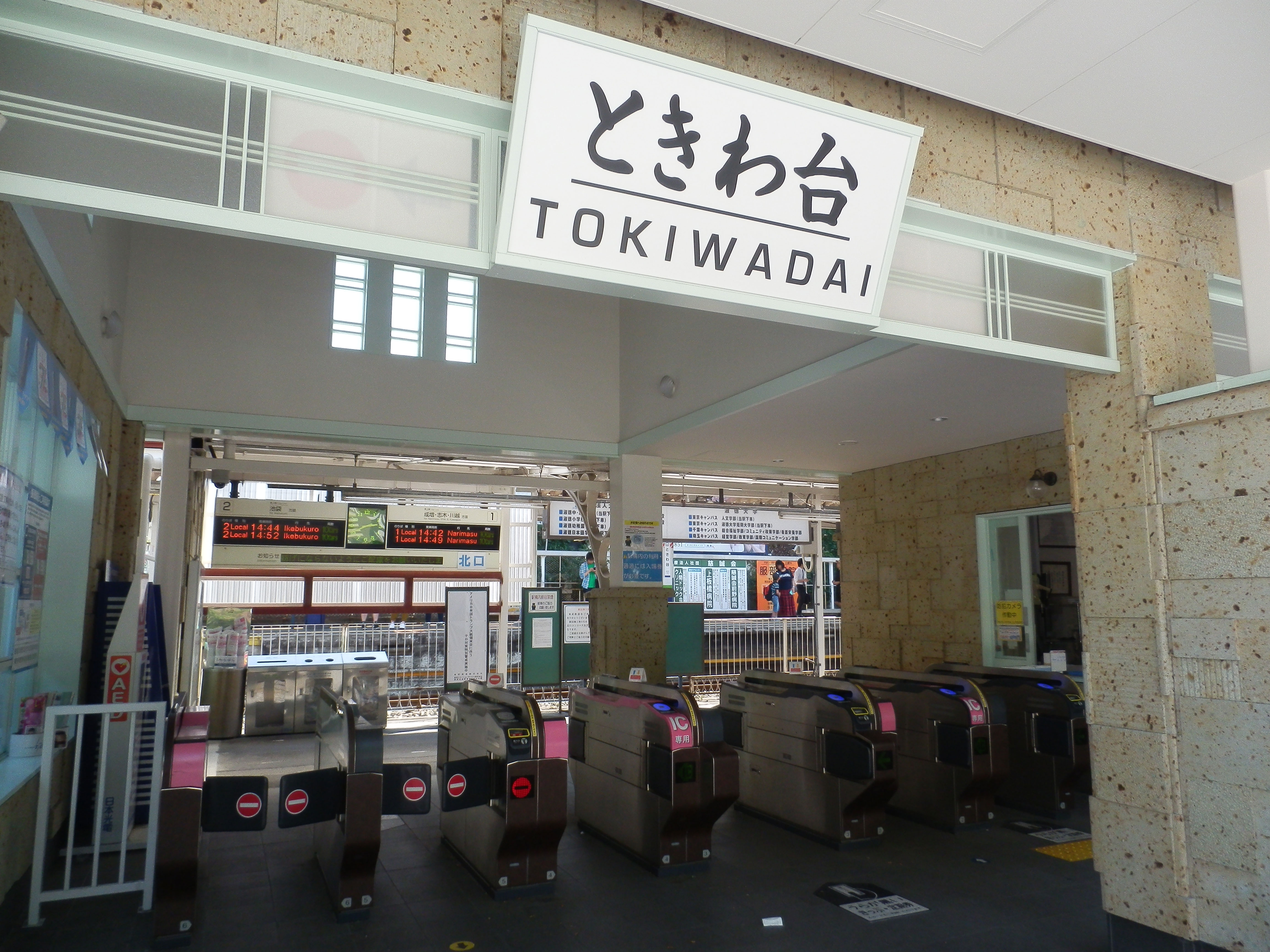
北口改札（2019年5月）
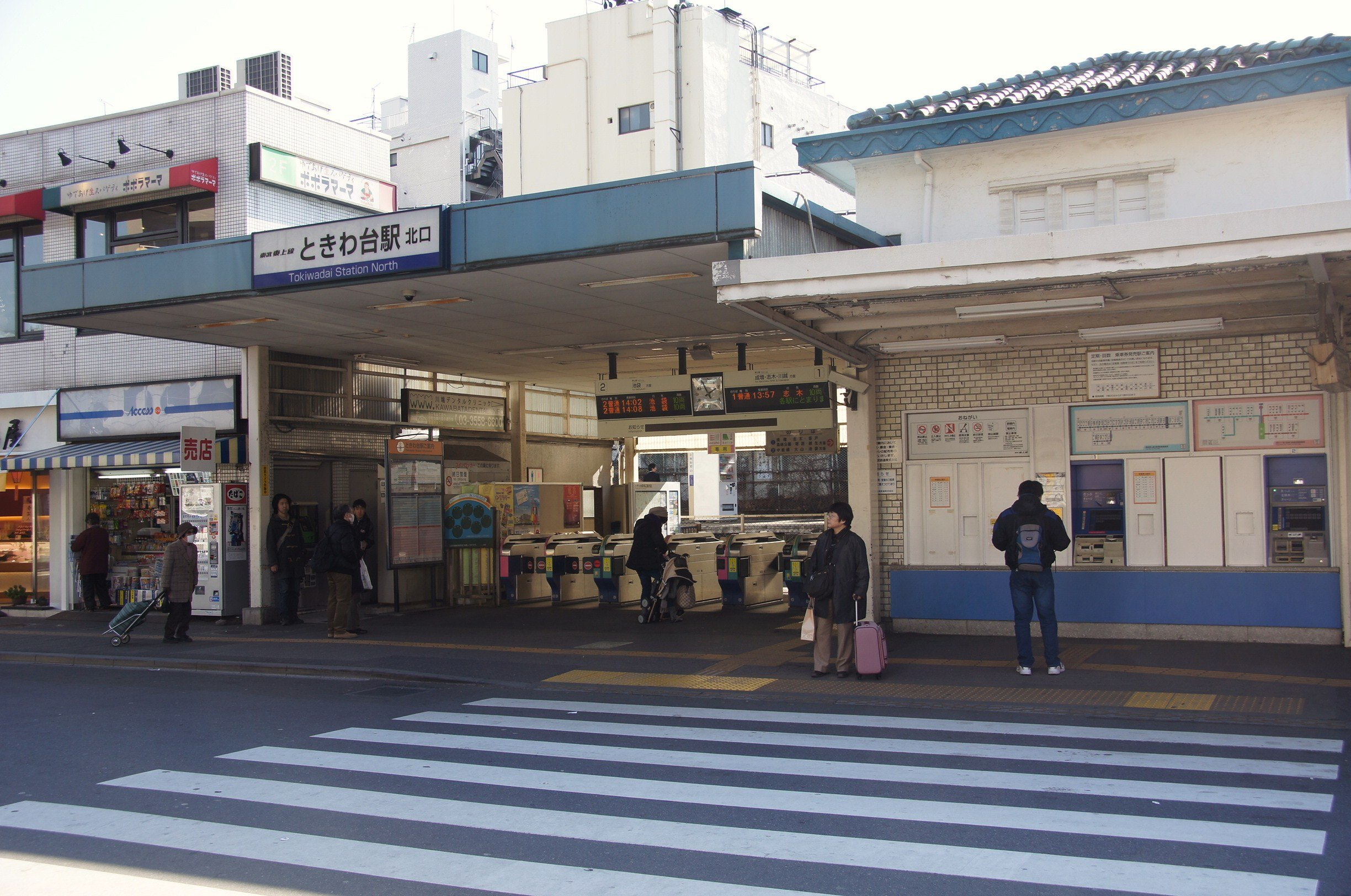
リニューアル前の北口駅舎（2012年2月）
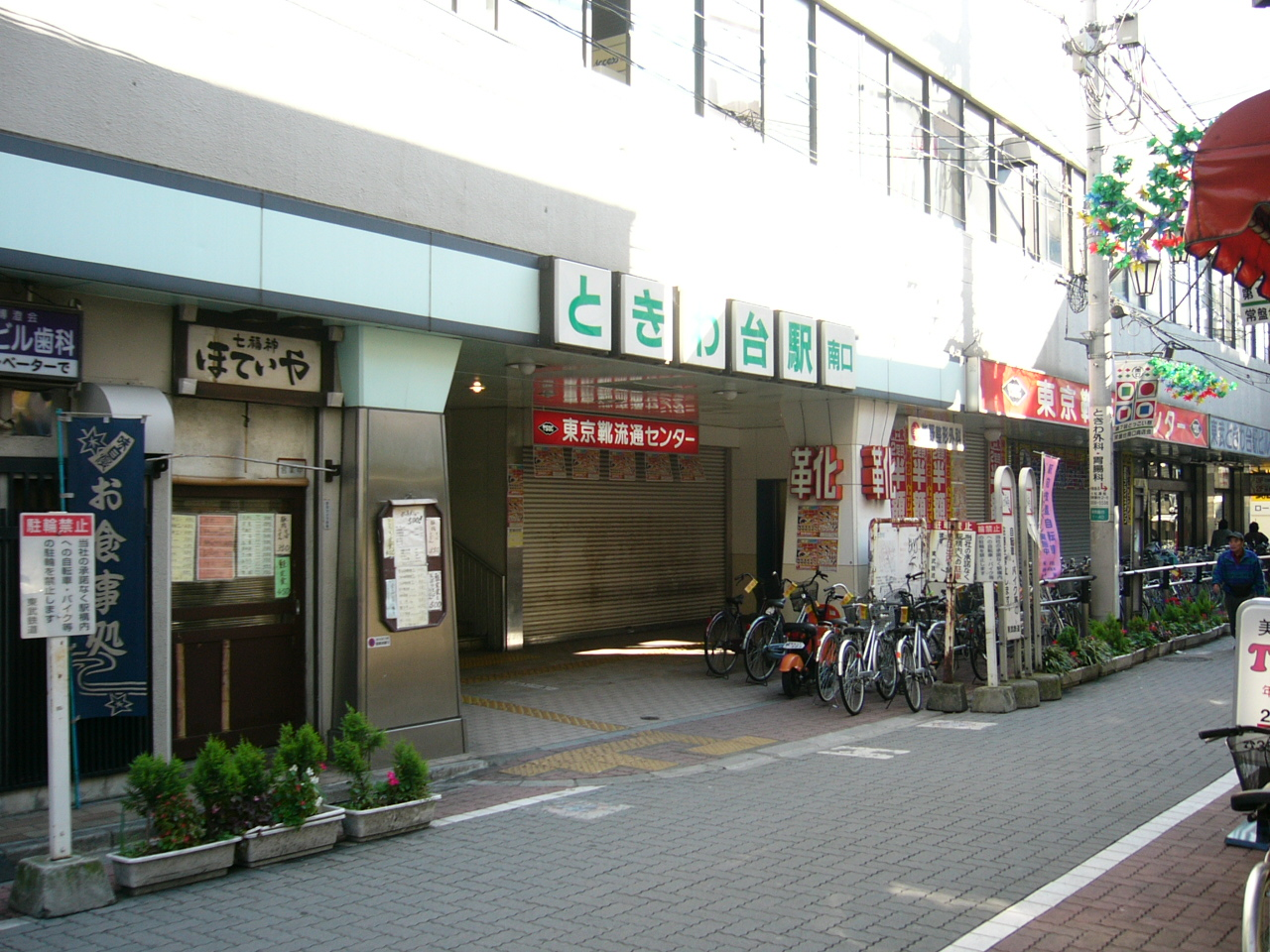
南口（2004年11月）
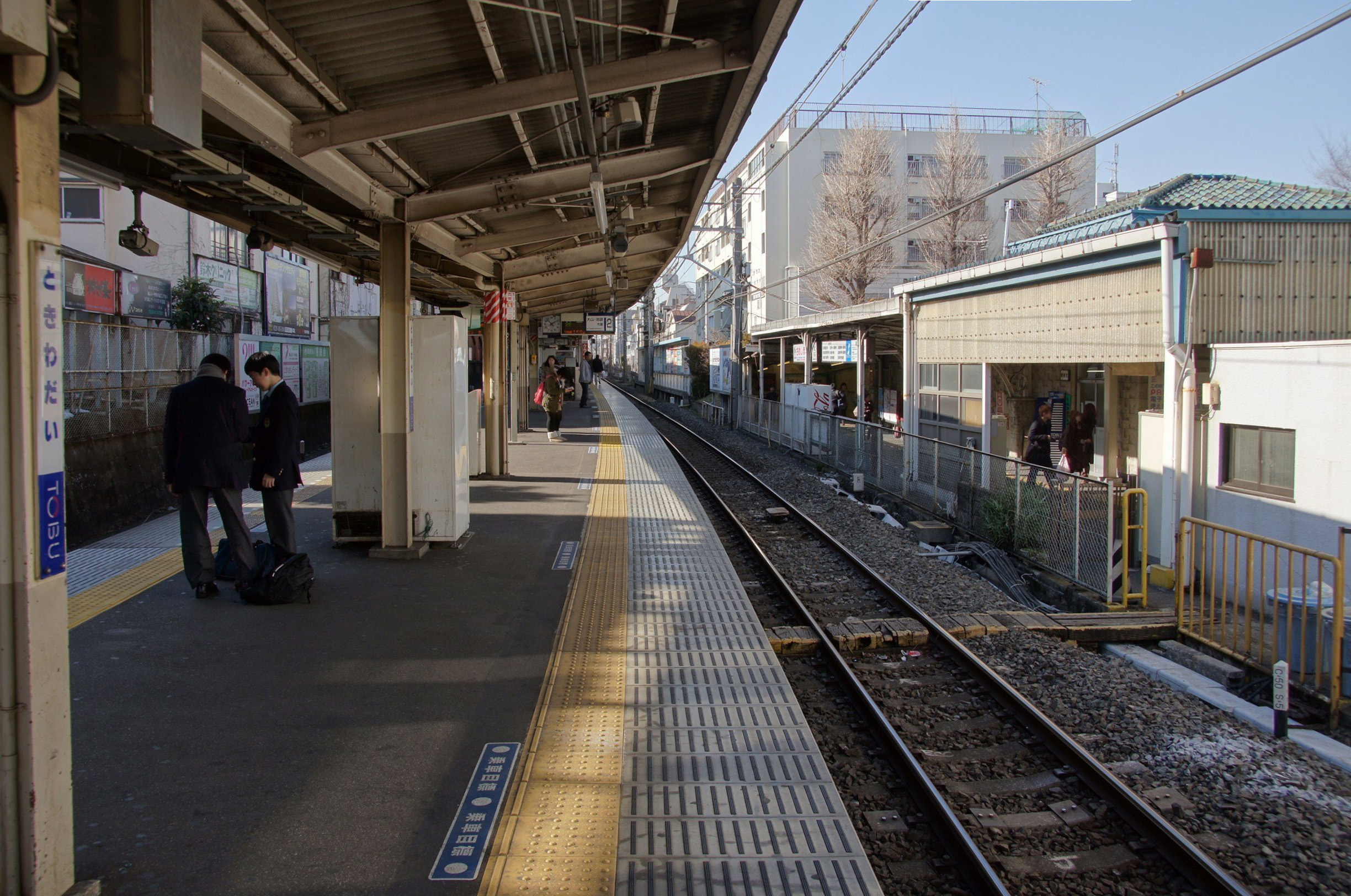
ホーム（2012年2月）
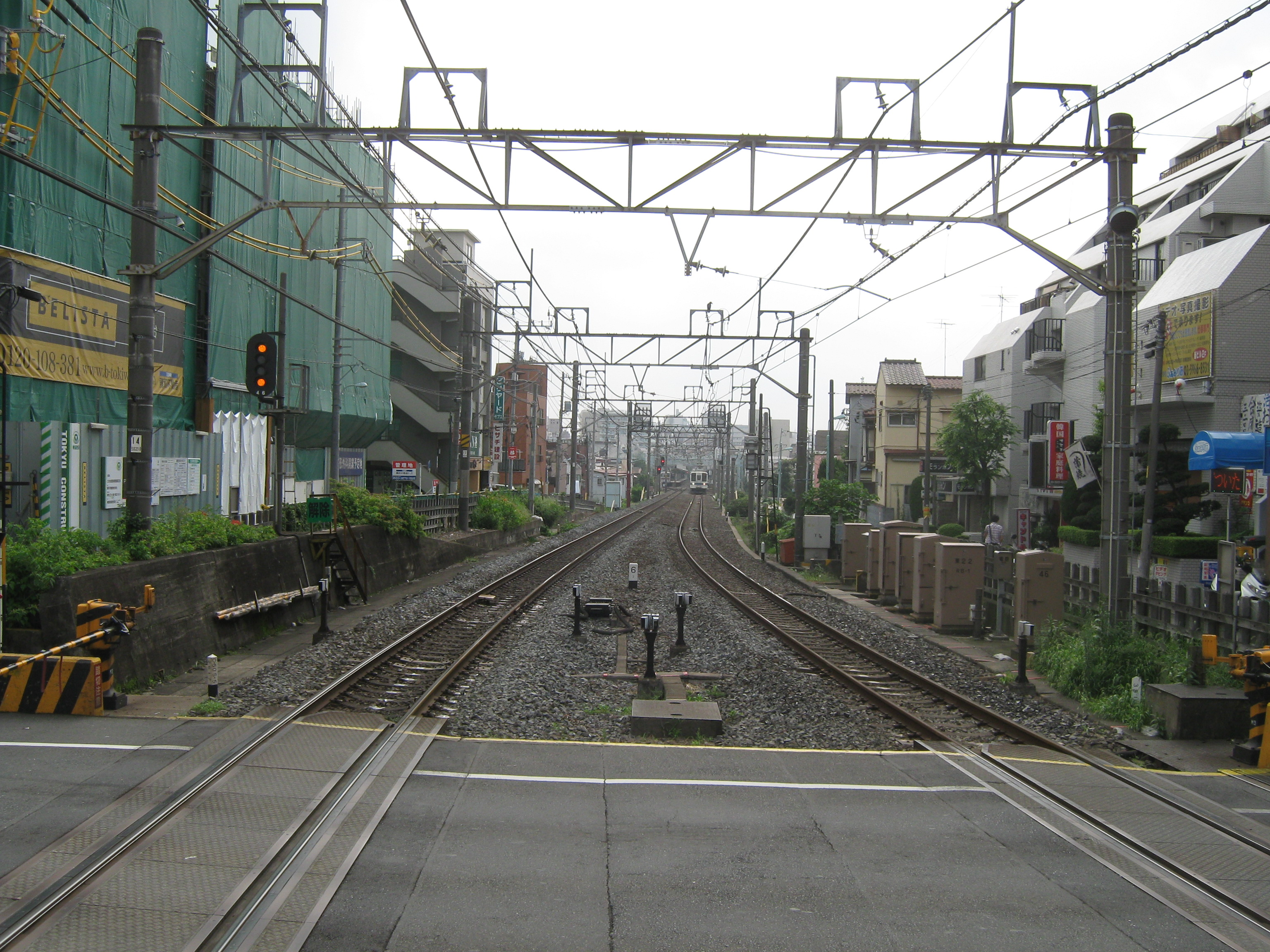
ときわ台駅より池袋方面を見る。中板橋駅が見える。

## 利用状況
2024年度の1日平均乗降人員は43,271人である。
近年の1日平均乗降・乗車人員の推移は下表の通り。
| 年度               | 1日平均 乗降人員 | 1日平均 乗車人員 | 出典       |
| ------------------ | ---------------- | ---------------- | ---------- |
| 1935年（昭和10年） |                  | 124              |            |
| 1978年（昭和53年） | 57,670           |                  |            |
| 1990年（平成02年） |                  | 27,332           | [ * 1 ]    |
| 1991年（平成03年） |                  | 27,757           | [ * 2 ]    |
| 1992年（平成04年） |                  | 27,460           | [ * 3 ]    |
| 1993年（平成05年） |                  | 26,989           | [ * 4 ]    |
| 1994年（平成06年） | 54,670           | 26,710           | [ * 5 ]    |
| 1995年（平成07年） |                  | 26,314           | [ * 6 ]    |
| 1996年（平成08年） |                  | 25,573           | [ * 7 ]    |
| 1997年（平成09年） |                  | 25,353           | [ * 8 ]    |
| 1998年（平成10年） | 49,709           | 24,649           | [ * 9 ]    |
| 1999年（平成11年） | 49,012           | 24,276           | [ * 10 ]   |
| 2000年（平成12年） | 48,770           | 24,110           | [ * 11 ]   |
| 2001年（平成13年） | 48,785           | 24,433           | [ * 12 ]   |
| 2002年（平成14年） | 48,555           | 24,296           | [ * 13 ]   |
| 2003年（平成15年） | 48,547           | 24,290           | [ * 14 ]   |
| 2004年（平成16年） | 48,314           | 24,169           | [ * 15 ]   |
| 2005年（平成17年） | 48,225           | 24,146           | [ * 16 ]   |
| 2006年（平成18年） | 48,202           | 24,111           | [ * 17 ]   |
| 2007年（平成19年） | 48,755           | 24,373           | [ * 18 ]   |
| 2008年（平成20年） | 48,424           | 24,232           | [ * 19 ]   |
| 2009年（平成21年） | 47,321           | 23,673           | [ * 20 ]   |
| 2010年（平成22年） | 46,297           | 23,172           | [ * 21 ]   |
| 2011年（平成23年） | 45,628           | 22,823           | [ * 22 ]   |
| 2012年（平成24年） | 45,899           | 22,958           | [ * 23 ]   |
| 2013年（平成25年） | 46,710           | 23,395           | [ * 24 ]   |
| 2014年（平成26年） | 46,664           | 23,352           | [ * 25 ]   |
| 2015年（平成27年） | 47,966           | 24,014           | [ * 26 ]   |
| 2016年（平成28年） | 47,714           | 23,868           | [ * 27 ]   |
| 2017年（平成29年） | 48,527           | 24,258           | [ * 28 ]   |
| 2018年（平成30年） | 48,647           | 24,326           | [ * 29 ]   |
| 2019年（令和元年） | 47,894           | 23,956           | [ * 30 ]   |
| 2020年（令和02年） | 35,856           |                  |            |
| 2021年（令和03年） | 37,998           | 19,022           | [ 東武 3 ] |
| 2022年（令和04年） | 40,737           | 20,388           | [ 東武 4 ] |
| 2023年（令和05年） | 41,939           | 21,001           | [ 東武 5 ] |
| 2024年（令和06年） | 43,271           | 21,654           | [ 東武 1 ] |

## 駅周辺

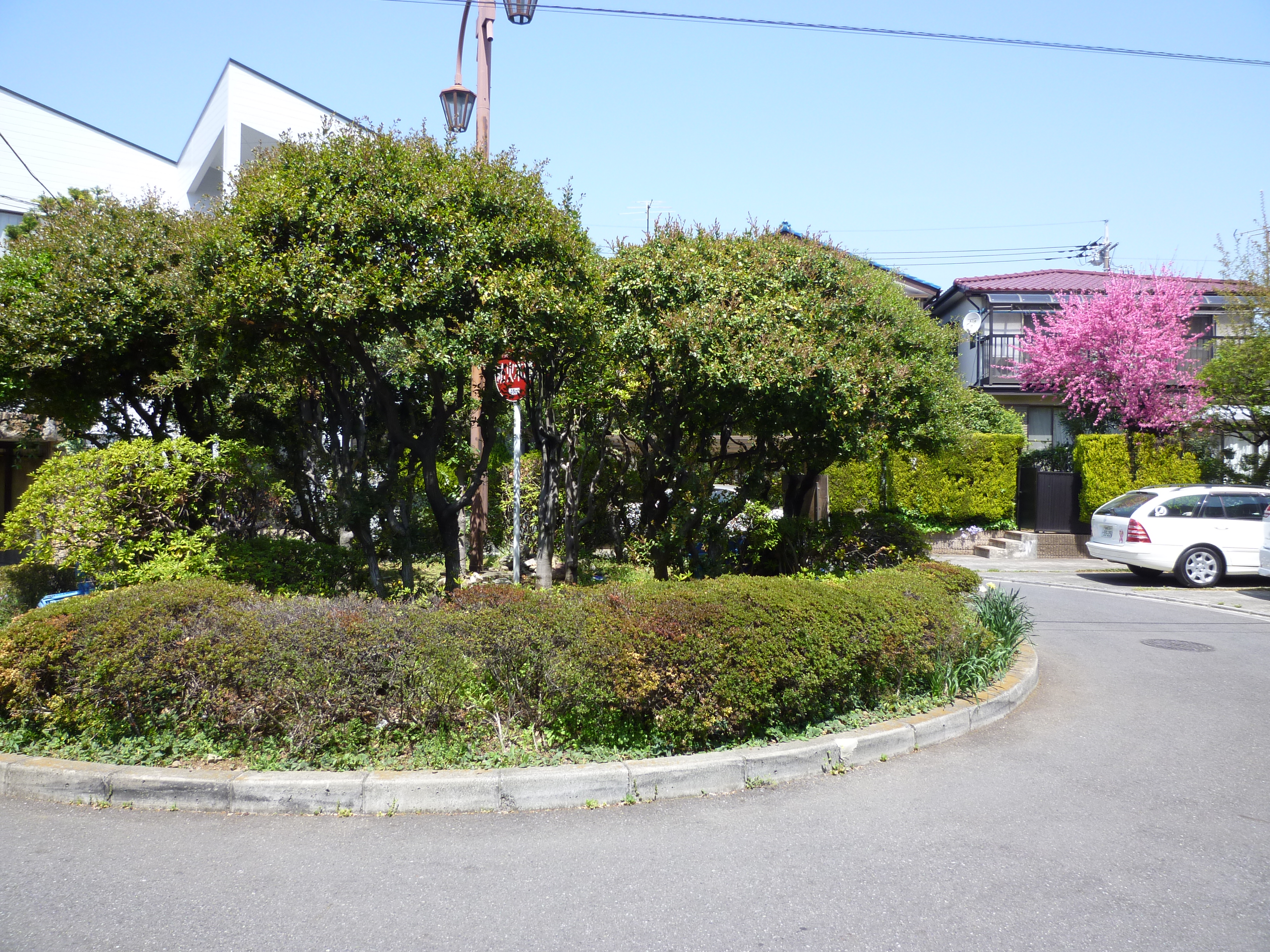
常盤台一丁目のクルドサック

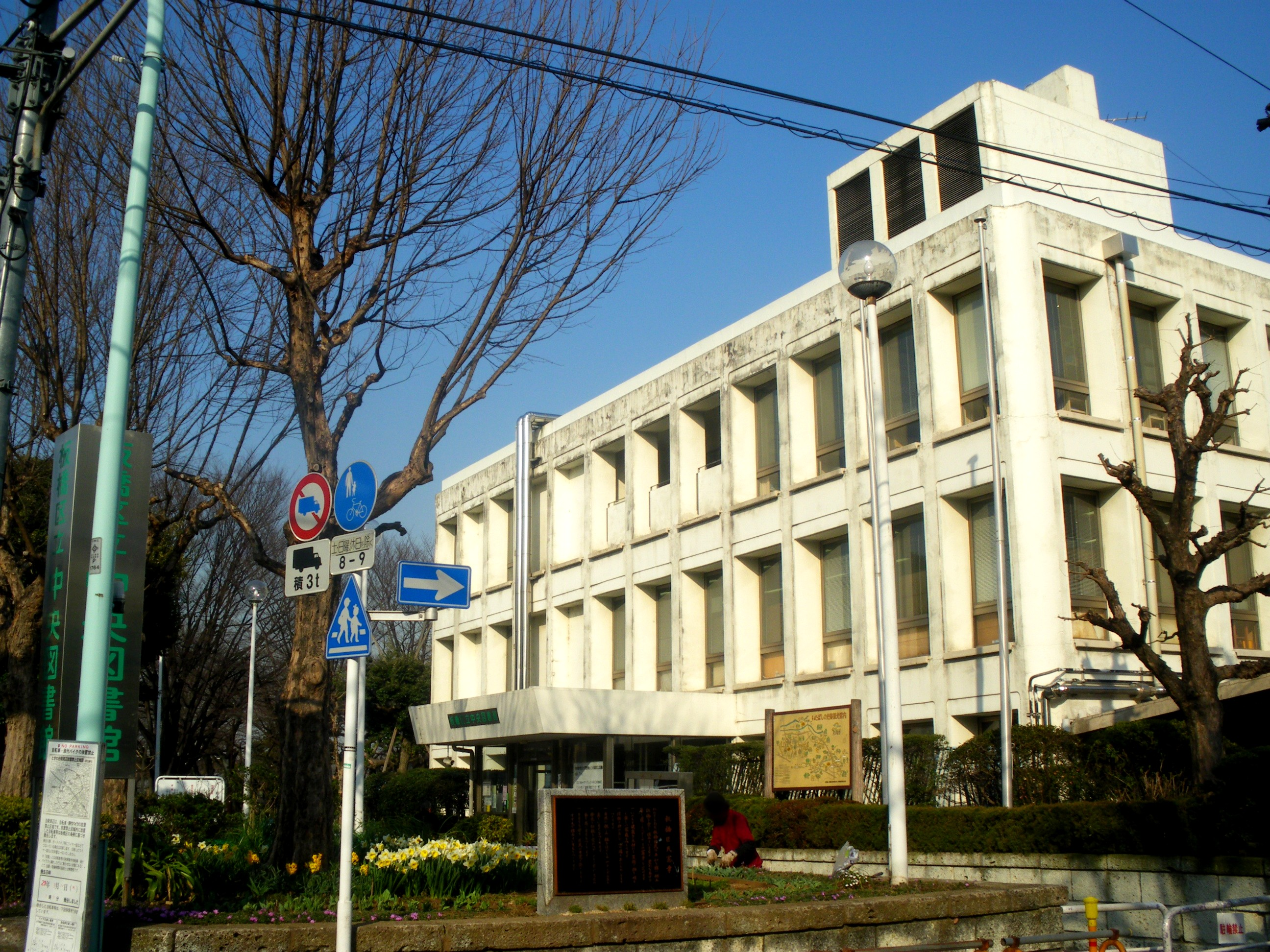
板橋区立中央図書館

北口側には、1935年（昭和10年）に東武鉄道が沿線開発事業の一環として初めて行った宅地分譲により整備された「常盤台住宅地」が広がっている。内務省地方局が1907年（明治40年）に出版した書籍により日本に紹介された、米国の「田園都市」思想に基づいて設計された住宅地である。
先行して1920年代に目黒蒲田電鉄（東急電鉄の前身企業）が現在の大田区で開発・分譲した田園調布と比較されることもあるが、田園調布とは異なる、ほぼ楕円形のプラタナスプロムナードを中心とした道路網や、随所に設置されたクルドサック、ロードベイ、フットパスと呼ばれる構造物など独特な町並みを持っており、当時目指していた理想的な住宅地の姿が窺える。周辺幹線道路と直接の接続が果たせなかったことが不便とされ、加えて分譲直後に日中戦争・太平洋戦争といった混乱の時期を迎えたが、幹線道路に面していないことによりかえって静謐な生活環境が保たれ、今なお昭和初期の面影を残す美しい住宅地といえる。
常盤台住宅地の敷地は、当初東上線と伊勢崎線との接続（西板線計画）に伴う操車場用地確保のために、東武鉄道が1927年（昭和2年）頃に買収していた場所であった。しかし採算面・土地買収・橋梁建設などの問題から1932年（昭和7年）以降西板線計画は起業廃止され、その代替案として住宅地建設が決定された。
2000年代に入るとマンション建設が活発になる一方で、開発業者と既存住人との間で建設の是非をめぐり対立する、いわゆる「マンション紛争」が起こっている。その契機となった北口ロータリー前の銀行跡地には業者の計画通り11階建てマンションが建設されたが、常盤台住宅地は2004年（平成16年）に東京都から「街並み景観重点地区」の指定を受け、2007年（平成19年）に「ときわ台景観ガイドライン」が制定され、翌年から運用されている。
南口周辺は、元は天祖神社の境内であったが、1949年（昭和24年）に駅南口および住宅・商業地建設のため、東武鉄道および地元に土地の一部が割譲されたことにより形成された市街地である。

### 周辺施設
銀行、民間商業施設、医療施設については省略。
- 板橋区立中央図書館
- 常盤台公園
- 板橋区立常盤台小学校
- 帝都幼稚園 - 常盤台住宅地分譲当時は同地に「帝都学園女学校」が開設されたが、1946年火災により大半が焼失、閉校。残存した建物にて1951年幼稚園を開園[12] 付門柱は板橋区文化財に登録されている[15]。
- 天祖神社
- 板橋消防署常盤台出張所
- 板橋常盤台郵便局
- 板橋南常盤台郵便局
- 板橋常盤台三郵便局
- 水久保公園
- 常盤台バプテスト教会
- 日本書道美術館
  - 日本教育書道連盟本部
- 宗教法人冨士大石寺顕正会（東京会館、芙蓉会館） - 新宗教団体。
- 宗教法人金光教常盤台教会 - 教派神道系新宗教団体。
- 学校法人大乗淑徳学園
  - 淑徳大学 東京キャンパス
  - 淑徳大学短期大学部
  - 淑徳中学校・高等学校
  - 淑徳小学校
  - 淑徳幼稚園

## バス路線
本項目では、2019年9月現在の営業路線について記述する。

### ときわ台駅
乗り場は北口ローターリーおよび旧フエンテ常盤台店跡地前の通りに設置されている。
- 国際興業バス[16]
  - 【王54】 大和町・北区神谷町経由 王子駅行き
  - 【王54】 上板橋駅行き
  - 【王54-2】上板橋駅前行き
  - 【赤53】 志村一丁目・西が丘経由 赤羽駅西口行き
  - 【赤93】 志村一丁目経由 赤羽車庫行き - ※赤羽車庫入庫便。深夜バス運行。
  - 【常01】 若木小学校経由 志村三丁目駅（国際興業バス志村営業所）行き
  - 国際興業深夜中距離バス
    - 【ミッドナイトアロー成増・朝霞台】 池袋駅西口 - ときわ台駅 - 成増駅 - 朝霞台駅（降車専用）
    - 【ミッドナイトアロー朝霞台・新座】 池袋駅西口 - ときわ台駅 - 朝霞台駅（降車専用）

### 南常盤台
乗り場は駅南口から南東方向に約350メートル（公道歩行距離）の環七通り上に設置されている。
- 都営バス[17]
  - 【王78】 王子駅前行き、大和町行き
  - 【王78】 新宿駅西口行き、杉並車庫前行き
- 国際興業バス[16]・関東バス（共同運行）
  - 【赤31】 大和町経由 赤羽駅東口行き
  - 【赤31-2】 大和町経由 赤羽車庫行き
  - 【赤31】 羽沢（新桜台駅）・野方駅北口経由高円寺駅行き

### ときわ台駅入口
乗り場は駅南口から南方向に約500m（公道歩行距離）の川越街道上に設置されている。
- 国際興業バス[16]
  - 【光02】 大山・サンシャインシティ経由池袋駅東口行き
  - 【光02】 平和台駅経由光が丘駅行き

## 付記
- 1970年代から1980年代前半には、平日朝ラッシュ時に準急と普通が平行運転を行っており、時間調整のため上り準急も当駅に停車していた。その後、1983年ダイヤ改正により、ラッシュ時は中板橋駅で準急の待避を行うようになり、当駅の準急停車は廃止された。なお、2023年3月18日ダイヤ改正より、準急は隣の上板橋駅に新規停車となっている。
- 中板橋 - 当駅間の距離は700mで、東上線内では玉淀 - 寄居間の600mに次いで2番目に短い。

## 隣の駅
東武鉄道
 東上本線
■TJライナー・■川越特急・■快速急行・■急行・■準急
通過
□普通
中板橋駅 (TJ 05) - ときわ台駅 (TJ 06) - 上板橋駅 (TJ 07)

### 利用状況
東京都統計年鑑
1. ↑  東京都統計年鑑（平成2年）
2. ↑  東京都統計年鑑（平成3年）
3. ↑  東京都統計年鑑（平成4年）
4. ↑  東京都統計年鑑（平成5年）
5. ↑  東京都統計年鑑（平成6年）
6. ↑  東京都統計年鑑（平成7年）
7. ↑  東京都統計年鑑（平成8年）
8. ↑  東京都統計年鑑（平成9年）
9. ↑  東京都統計年鑑（平成10年） (PDF)
10. ↑  東京都統計年鑑（平成11年） (PDF)
11. ↑  東京都統計年鑑（平成12年）
12. ↑  東京都統計年鑑（平成13年）
13. ↑  東京都統計年鑑（平成14年）
14. ↑  東京都統計年鑑（平成15年）
15. ↑  東京都統計年鑑（平成16年）
16. ↑  東京都統計年鑑（平成17年）
17. ↑  東京都統計年鑑（平成18年）
18. ↑  東京都統計年鑑（平成19年）
19. ↑  東京都統計年鑑（平成20年）
20. ↑  東京都統計年鑑（平成21年）
21. ↑  東京都統計年鑑（平成22年）
22. ↑  東京都統計年鑑（平成23年）
23. ↑  東京都統計年鑑（平成24年）
24. ↑  東京都統計年鑑（平成25年）
25. ↑  東京都統計年鑑（平成26年）
26. ↑  東京都統計年鑑（平成27年）
27. ↑  東京都統計年鑑（平成28年）
28. ↑  東京都統計年鑑（平成29年）
29. ↑  東京都統計年鑑（平成30年）
30. ↑  東京都統計年鑑（平成31年・令和元年）

東武鉄道の1日平均乗降人員
1. 1 2 3  『駅別乗降人員 2024年度』（PDF）（レポート）東武鉄道、13頁。オリジナルの2025年5月19日時点におけるアーカイブ。2025年5月29日閲覧。
2. ↑  “駅情報（乗降人員）”.   東武鉄道. 2024年7月30日閲覧。
3. ↑  『駅別乗降人員 2021年度』（PDF）（レポート）東武鉄道、2024年、13頁。オリジナルの2024年5月18日時点におけるアーカイブ。
4. ↑  『駅別乗降人員 2022年度』（PDF）（レポート）東武鉄道、2024年、13頁。オリジナルの2024年5月18日時点におけるアーカイブ。
5. ↑  『駅別乗降人員 2023年度』（PDF）（レポート）東武鉄道、2024年、13頁。オリジナルの2024年5月18日時点におけるアーカイブ。